# NK Oluja Čista Velika
NK Oluja je nogometni klub iz Čiste Velike.

## Povijest
Klub je osnovan 2002. godine. Igra na unajmljenom igralištu u Vodicama.
Klub je postigao uspjehe u mlađim uzrasnim kategorijama u malom nogometu, pobjeđujući na lokalnim nogometnim turnirima. Klub je iznjedrio neke mlađe nogometne nade. Ivan Pešić bio je hrvatski juniorski reprezentativac, ostvarivši dva nastupa za reprezentaciju do 19 godina.

## Vanjske poveznice
- Poslovna NK Oluja
- search.bisnode.hr, N.K. "OLUJA"  Arhivirana inačica izvorne stranice od 2. travnja 2017. (Wayback Machine)